# Gloucester (circonscription fédérale)
Pour les articles homonymes, voir Gloucester (homonymie).
Gloucester était une circonscription électorale fédérale du Nouveau-Brunswick, Canada, dont le représentant a siégé à la Chambre des communes de 1867 à 1990. 

## Histoire
Cette circonscription a été créée par l'Acte de l'Amérique du Nord britannique en 1867, elle correspondait au Comté de Gloucester et faisait partie des 15 circonscriptions fédérales originelles.
Le village de Belledune lui est enlevé en 1966, mais y retourne en 1987 tandis que la paroisse de Beresford est enlevée.
Le nom de la circonscription est modifié en Acadie—Bathurst en 1990.

## Liste des députés successifs
Cette circonscription fut représentée par les députés suivants :
|  | Législature | Date élection     | Député                | Profession          | Parti                     |
|  | ----------- | ----------------- | --------------------- | ------------------- | ------------------------- |
|  | 1re         | 7 août 1867       | Timothy Warren Anglin | Rédacteur           | Libéral                   |
|  | 2e          | 20 juillet 1872   | Timothy Warren Anglin | Rédacteur           | Libéral                   |
|  | 3e          | 22 janvier 1874   | Timothy Warren Anglin | Rédacteur           | Libéral                   |
|  | ¹           | 2 juillet 1877    | Timothy Warren Anglin | Rédacteur           | Libéral                   |
|  | 4e          | 17 septembre 1878 | Timothy Warren Anglin | Rédacteur           | Libéral                   |
|  | 5e          | 20 juin 1882      | Kennedy Francis Burns | Marchand            | Conservateur              |
|  | 6e          | 22 février 1887   | Kennedy Francis Burns | Marchand            | Conservateur              |
|  | 7e          | 5 mars 1891       | Kennedy Francis Burns | Marchand            | Conservateur              |
|  | ²           | 5 mai 1894        | Théotime Blanchard    | Agriculteur         | Conservateur              |
|  | 8e          | 23 juin 1896      | Théotime Blanchard    | Agriculteur         | Conservateur              |
|  | 9e          | 7 novembre 1900   | Onésiphore Turgeon    | Journaliste         | Libéral                   |
|  | 10e         | 3 novembre 1904   | Onésiphore Turgeon    | Journaliste         | Libéral                   |
|  | 11e         | 26 octobre 1908   | Onésiphore Turgeon    | Journaliste         | Libéral                   |
|  | 12e         | 21 septembre 1911 | Onésiphore Turgeon    | Journaliste         | Libéral                   |
|  | 13e         | 17 décembre 1917  | Onésiphore Turgeon    | Journaliste         | Opposition                |
|  | 14e         | 6 décembre 1921   | Onésiphore Turgeon    | Journaliste         | Libéral                   |
|  | ³           | 20 novembre 1922  | Jean George Robichaud | Marchand            | Libéral                   |
|  | 15e         | 29 octobre 1925   | Jean George Robichaud | Marchand            | Libéral                   |
|  | 16e         | 14 septembre 1926 | Peter Veniot          | Assureur            | Libéral                   |
|  | ⁴           | 2 novembre 1926   | Peter Veniot          | Ministre des Postes | Libéral                   |
|  | 17e         | 28 juillet 1930   | Peter Veniot          | Assureur            | Libéral                   |
|  | 18e         | 14 octobre 1935   | Peter Veniot          | Assureur            | Libéral                   |
|  | ⁵           | 17 août 1936      | Clarence Veniot       | Médecin             | Libéral                   |
|  | 19e         | 26 mars 1940      | Clarence Veniot       | Médecin             | Libéral                   |
|  | 20e         | 11 juin 1945      | Clovis-Thomas Richard | Avocat              | Libéral                   |
|  | 21e         | 27 juin 1949      | Clovis-Thomas Richard | Avocat              | Libéral                   |
|  | ⁶           | 26 mai 1952       | Albany Robichaud      | Avocat              | Progressiste-conservateur |
|  | 22e         | 10 août 1953      | Hédard Robichaud      | Dirigeant           | Libéral                   |
|  | 23e         | 10 juin 1957      | Hédard Robichaud      | Dirigeant           | Libéral                   |
|  | 24e         | 31 mars 1958      | Hédard Robichaud      | Dirigeant           | Libéral                   |
|  | 25e         | 18 juin 1962      | Hédard Robichaud      | Dirigeant           | Libéral                   |
|  | 26e         | 8 avril 1963      | Hédard Robichaud      | Dirigeant           | Libéral                   |
|  | 27e         | 8 novembre 1965   | Hédard Robichaud      | Dirigeant           | Libéral                   |
|  | 28e         | 25 juin 1968      | Herb Breau            | Administrateur      | Libéral                   |
|  | 29e         | 30 octobre 1972   | Herb Breau            | Administrateur      | Libéral                   |
|  | 30e         | 8 juillet 1974    | Herb Breau            | Administrateur      | Libéral                   |
|  | 31e         | 22 mai 1979       | Herb Breau            | Administrateur      | Libéral                   |
|  | 32e         | 18 février 1980   | Herb Breau            | Administrateur      | Libéral                   |
|  | 33e         | 4 septembre 1984  | Roger Clinch          | Directeur d'école   | Progressiste-conservateur |
|  | 34e         | 21 novembre 1988  | Doug Young            | Avocat              | Libéral                   |

¹ Élection partielle à la suite de la démission de M. Anglin
² Élection partielle à la suite de la nomination de M. Burns au Sénat
³ Élection partielle à la suite de la démission de M. Turgeon
⁴ Élection partielle à la suite de la nomination de M. Veniot comme Ministre des Postes
⁵ Élection partielle à la suite du décès de M. Veniot
⁶ Élection partielle à la suite de la démission de M. Richard